# Большаково (Забайкальский край)
Большаково — село в Красночикойском районе Забайкальского края России. Входит в состав сельского поселения «Коротковское».

## География
Село находится в северной части района, в пределах правобережной части долины реки Чикой, на расстоянии примерно 17 километров (по прямой) к северо-востоку от села Красный Чикой. Абсолютная высота — 780 метров над уровнем моря.
Климат
Климат характеризуется как резко континентальный. Средняя температура самого тёплого месяца (июля) составляет 14 — 16 °С (абсолютный максимум — 36 °С). Средняя температура самого холодного месяца (января) — −22 — −26 °С (абсолютный минимум — −53 °С). Годовое количество осадков — 350—500 мм.
Часовой пояс
Село Большаково находится в часовой зоне МСК+6. Смещение применяемого времени относительно UTC составляет +9:00.

## История
Основано в 1760 году.

## Население
| 1926 | 2002 | 2010 | 2021 |
| ---- | ---- | ---- | ---- |
| 521  | ↘127 | ↘125 | ↘106 |

Половой состав
По данным Всероссийской переписи населения 2010 года в гендерной структуре населения мужчины составляли 50,4 %, женщины — соответственно 48,6 %.
Национальный состав
Согласно результатам переписи 2002 года, в национальной структуре населения русские составляли 100 % из 127 чел.

## Инфраструктура
В селе функционирует фельдшерско-акушерский пункт.

## Улицы
Уличная сеть села состоит из одной улицы (ул. Трактовая).